# Partida (parte o lugar)
Una partida constituye un vocablo con varias acepciones, entre las cuales, sólo una, la de parte o lugar, es la que se usa corrientemente en la Comunidad Valenciana (España) para referirse a territorios de pequeñas dimensiones establecidos con un criterio de diferenciación relacionado básicamente con la calidad de los suelos. Es por ello que, en un estudio geográfico de la Comunidad Valenciana, lo podríamos incluir perfectamente dentro de los conceptos o contenidos de la Geografía rural. Sin embargo, el concepto tradicional es muy anterior al empleo toponímico frecuente en la Comunidad Valenciana y en otras partes, como se puede ver en la imagen de la portada de un libro de comienzos del siglo XVI. También es muy antiguo el empleo del término partida como sitio o lugar en una expresión castellana de andar las siete partidas con el sentido de andar incansablemente por todas partes.

## Historia
Una partida no es, como algunos suponen, un concepto surgido en el siglo XIX por motivos fiscales o impositivos, con objetivos relacionados con las contribuciones territoriales que se intentaban aplicar (más bien fue al revés, es decir, que el Estado utilizó la toponimia ya existente de las partidas para establecer una diferenciación de las tierras por esos motivos fiscales o impositivos), sino un término cuyo origen se remonta, probablemente, a los mismos tiempos de la Reconquista y cuyo significado era equivalente, guardando las distancias, a la institución castellana de los Repartimientos (de tierras) en el continente americano. 
En realidad, las tierras conquistadas, tanto en la península ibérica como en América, se consideraban propiedad del conquistador, por lo que éste tenía la facultad de "partirlas" o "repartirlas", que serían términos equivalentes, aunque ello no deja de ser una especulación. Lo que no es una especulación es que el término "partidas" ya aparece en el título de la obra de Martín Fernández de Enciso Suma de geografía que trata de todas las partidas y provincias del mundo en especial de las Indias, escrita a comienzos del siglo XVI (Fernández de Enciso, 1519, edición de 1948). Sin embargo, esta palabra, con el significado de parte o lugar, tiene en este caso una "extensión" conceptual imprecisa, pues la obra hace referencia a todo el mundo conocido. Tenemos que acudir a Antonio José de Cavanilles para ver aplicado el concepto de "partida" con la misma acepción que tiene en Valencia hoy en día. Más aún, en varios casos, las partidas identificadas en dicha obra, siguen teniendo el mismo nombre y la misma localización, como sucede en el caso de las partidas "Fondo de Marañént y del Barranco", localizadas en el término de Guadasuar, como podemos ver en la hoja 770 (Alcira) del Mapa Geográfico Nacional a escala 1:50.000 (aunque en este caso, aparecen como partidas del Fondo y del Barranco). Cavanilles también hace referencia a las partidas del Bobalar (una en Castellón y otra en Valencia) y en este caso el topónimo hace referencia al cultivo de uva de la variedad bobal, así como a numerosas partidas con otros nombres en las tres provincias que componen el antiguo Reino de Valencia. 
Por su parte, la monumental Enciclopedia Espasa Calpe señala que "partida" es una "parte del término o territorio perteneciente a un pueblo", que sería la definición más aproximada a la que se usa en el medio agrario valenciano. No es exactamente la misma, porque si observamos un mapa detallado de la zona podremos darnos cuenta de que las partidas sólo se encuentran ubicadas en las tierras cultivadas (de regadío o de secano) y que las áreas incultas no suelen recibir este nombre. Por ejemplo, La Colaita, El Montón de Trigo o Matamón, que son cerros o lomas de los términos de Carlet, Catadau, Llombay (en la Ribera Alta), no se consideran como partidas. Por ello, las definiciones que aparecen en los diccionarios no son suficientes para explicar el verdadero significado del término como es entendido en Valencia. En algunos casos, el trabajo de los agricultores puede transformar en tierras de labor un lugar que no se cultivaba originalmente, con lo que el nombre antiguo pasaba a tener la denominación de partida, como probablemente sucedió con la "Partida del Barranc Ample" (Catadau) y muchas otras.

## Validez del término
Es muy probable que este vocablo comience ya a encontrarse en desuso como un concepto de Geografía rural, ya que la tecnología agrícola puede modificar rápidamente el empleo de términos relacionados con la calidad de la tierra de labor. Ello significa que, si antes las partidas tenían un significado relacionado con su valor económico (riqueza de los suelos, topografía del terreno, mayor o menor distancia a la población, etc.), el desarrollo técnico puede ahora poner en producción lugares que antiguamente no tenían ningún valor agrícola, transformando así las características tradicionales de cada una de las pequeñas áreas rurales o urbanas en las que se divide el territorio de cada municipio. En cualquier caso, el empleo de este término que, como hemos visto, tiene más de cinco siglos de antigüedad, seguirá teniendo plena vigencia, aunque ahora más como un concepto relacionado con la toponimia que como término geográfico propiamente dicho. De hecho, en todos los documentos de catastro municipal de la Comunidad Valenciana, suele identificarse minuciosamente el nombre de la partida donde se localiza cada propiedad y constituye un topónimo de uso local o comarcal.